# Nazmi Albadawi
Nazmi Albadawi, né le 24 août 1991 à Raleigh aux États-Unis, est un footballeur international palestinien. Il évolue au poste de milieu offensif au FC Cincinnati. Il possède également la nationalité américaine.

## Biographie

### En club
Lors de la saison 2018 d'USL (deuxième division), il inscrit 11 buts en championnat avec le FC Cincinnati.

### En équipe nationale
Il reçoit sa première sélection en équipe de Palestine le 16 novembre 2018, en amical contre le Pakistan. Lors de ce match, il inscrit son premier but, pour une victoire 2-1.
Par la suite, en janvier 2019, il participe à la Coupe d'Asie des nations organisée aux Émirats arabes unis. Lors de cette compétition, il joue deux matchs, contre l'Australie et la Jordanie.